# 686-os busz
A 686-os jelzésű regionális autóbusz Szigetszentmiklós, városháza és Szigethalom-Újtelep között közlekedett, Bucka városrész érintésével. A 686-os busz csak hétköznap járt, a reggeli csúcsidőben 35, a délutáni csúcsidőben 30-35 percenként, napközben óránként, helyette hétvégén a 681-es busz közlekedett.

## Története
Korábban 2629-es számú helyi járatként közlekedett. 2007. december 9-től ez a vonal is megkapta – a 800-as járatok után – a háromjegyű számozást. 2015. július 31-én közlekedett utoljára, augusztus 3-án a 684-es busz közlekedik helyette.

## Megállóhelyei
| 0  | Szigetszentmiklós, városháza végállomás  |                                                |
| 1  | Városi Könyvtár                          | 38, 238, 279 685                               |
| 2  | Jókai utca                               | 38, 238, 279, 280 685                          |
| 3  | Váci Mihály utca (József Attila-telep H) | 38, 238, 279, 280 685                          |
| 4  | Őz utca                                  |                                                |
| 5  | Tebe sor                                 | 685                                            |
| 6  | Vénusz utca                              | 685                                            |
| 7  | Bucka ABC                                | 685                                            |
| 8  | Bucka-tó                                 | 685                                            |
| 9  | Csépi út                                 | 685                                            |
| 10 | Szigethalom-Újtelep                      | 660, 661, 663, 664, 665, 667, 668              |
| 11 | Repkény utca                             |                                                |
| 12 | Gerle utca                               |                                                |
| 13 | Gergely utca                             |                                                |
| 14 | Vénusz utca                              | 685                                            |
| 15 | Tebe sor                                 | 685                                            |
| 16 | Őz utca                                  |                                                |
| 17 | Váci Mihály utca (József Attila-telep H) | 38, 238, 279, 280 685                          |
| 18 | Jókai utca                               | 38, 238, 279, 280 685                          |
| 19 | Szent Erzsébet tér                       | 685                                            |
| 20 | Szigetszentmiklós, városháza végállomás  | 38, 238, 279, 280 673, 674, 675, 676, 677, 685 |